# 1842
1842. је била проста година.

## Догађаји

### Август
- 25. август — У Крагујевцу су уставобранитељи предвођени Томом Вучићем Перишићем подигли буну сељака незадовољних повећањем пореза и оборили са власти кнеза Михаила Обреновића.
- 29. август — Завршен је Први опијумски рат између Кине и Велике Британије споразумом о миру у Нанкингу, према којем је Кина морала да отвори своје луке за европску трговину под екстериторијалном режиму, а Хонгконг да препусти Британцима.

### Септембар
- 2. септембар — Скупштина у Београду (1842)
- 13. септембар — Александар Карађорђевић проглашен је за кнеза Србије.
- 25. септембар — Дубровачки договор је наћињен између господара Црне Горе владике Петра II Петровића Његоша и везира херцеговачког Али-паше Ризванбеговића Сточевића у Дубровнику. До споразума је дошло после вишегодишњих сукоба на црногорско-турској граници према Херцеговини, највише око нерешеног питања пограничних племена Грахова и Ускока.

### Октобар
- 26. октобар — Митровска скупштина у Београду

### Новембар
- 22. новембар. — На планини Сент Хеленс у америчкој држави Вашингтон избила ерупција, прва вулканска ерупција у САД чији је датум избијања забележен.

## Рођења

### Фебруар
- 16. фебруар — Милан Кујунџић Абердар, српски филозоф, политичар, песник, министар и академик САНУ.
- 25. фебруар — Карл Мај, немачки књижевник (†1912)

### Март
- 18. март — Стефан Маларме, француски песник. (†1898).

### Мај
- 12. мај — Жил Масне, француски композитор (†1912).

### Јун
- 13. јул — Милован Павловић, српски ђенерал, Управник Војне академије; министар војске. (†29. мај 1903).

### Септембар
- 21. септембар — Абдул Хамид II, турски султан. (†1918)

### Октобар
- 25. октобар — Димитрије Руварац, српски историчар, публициста и политичар.

## Смрти

### Март
- 23. март — Стендал, француски књижевник

### Мај
- 8. мај — Жил Димон д'Ирвил, француски морнарички официр и истраживач

### Јун
- 24. октобар — Бернардо О'Хигинс, чилеански борац за независност и политичар